# ARL 44重型坦克
ARL 44重型坦克是一个法国在二战刚结束后制造的重型坦克，一共生产了60辆。1953年，僅有的60輛被除役。如果算上納粹德國的佔領時期的工作的話，這款坦克的研發一共持續了5年。它還是法國二戰後第一款獨立研發的坦克。

## 歷史

### 二戰前（ARL 40）
B1重型坦克的最大缺陷就是其75mm火炮安裝在車體上。因此，在1938年，呂埃工程公司（法語：Atelier de Construction de Rueil, ARL）開始了一項在B1重型坦克的底盤上設計一個能安裝75mm火炮的新型炮塔工程。這就是被稱作ARL-40的坦克方案。ARL V 39驅逐戰車則是該項目衍生的一個子計劃。
但是，在1940年6月法國投降時，整個計畫依然處於設計階段。

### 二戰（ARL 44）

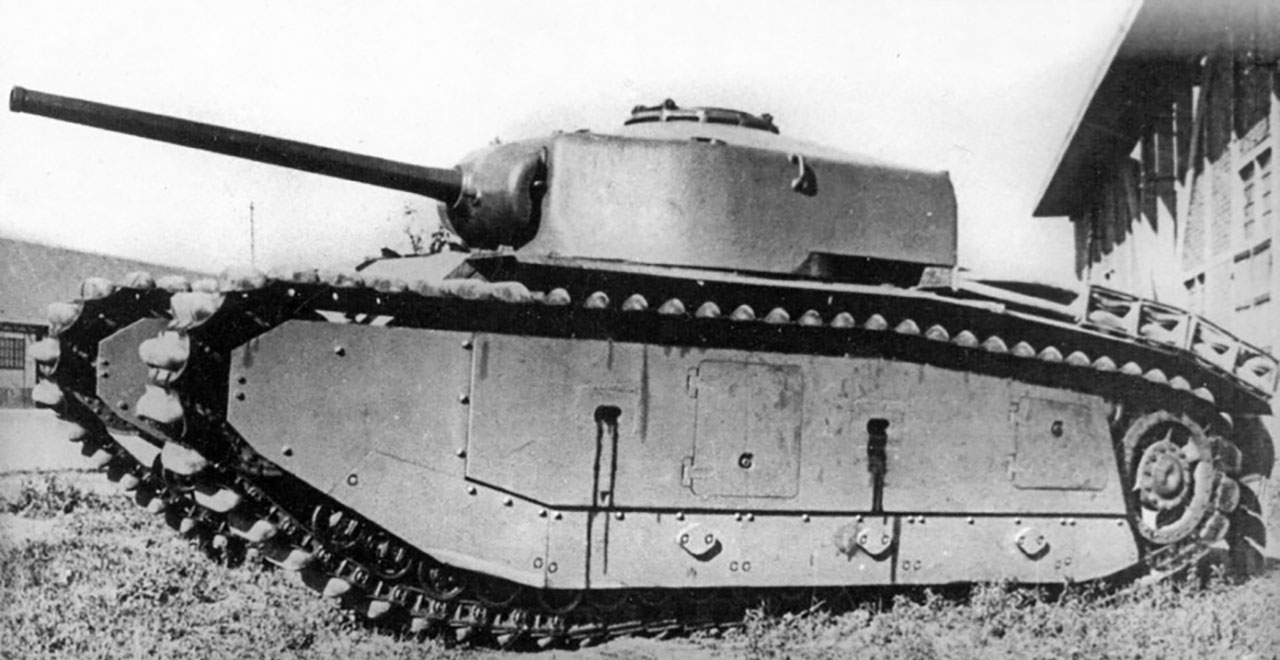
ARL 44第一辆原型车，使用ACL 1炮塔和75毫米SA 44火炮。

在纳粹德国占领时期，一些秘密的坦克研制计划仍然在进行，主要包括部件的设计和底盘的制造。而这些工程都假装成民用或者用于德国海军的工程。而这些工程都由维琪法國停戰軍中一个叫CDM（Camouflage du Matériel，物資偽裝局）的秘密部队来协调。CDM的目标是尝试制造一些被第二次贡比涅停战协定所禁止的物資或部件，并且在最终組裝成一輛未来可能拥有的、安装75mm火炮的30吨级坦克。而这些零部件的開發工程之間完全没有联系，包括了用于电车上的，用于鐵路火車上的，用于德國海军在挪威駐地的履带式除雪機的等等。参与其中的包括拉弗萊和洛林汽車等工廠，以及一个在德國占领区内秘密運作，隸屬於维琪军方的技術團隊。
在1944年8月，巴黎解放之后，新的法国临时政府把回复法国的大国地位视为极其重要的议题，并尝试透過尽量多地为战事做贡献来成为同盟國的全面伙伴。而达成这个目标的方式之一就是尽快重启坦克的生产。在二战爆發之前，法国是仅次于苏联的世界第二大坦克生产国。
法国人自知他們在战前的轻型坦克和中型坦克设计早已过时，同时在短时间内弥补时间上的损失和提高零部件的技術质量也不太可能，但是有鑒於当时英美的重型坦克研制與運用一直落后于纳粹德国，前線部隊並没有真正可以与虎II坦克相抗衡的重坦克，一个巨大而且火力强劲的战车再怎麼过时，也許還會有用。此外这个工程的另一个重要目标是确保法国未来能保有一批兵工人才。因为如果現有的兵器工程人員当时不被雇佣的话，那么他们就可能会被迫从事其他工作，造成更多的有关知识因為缺乏傳承的途徑而面臨流失。
最后，政府决定生产600辆这样的重型坦克，并由原来的AMX、APX皮托兵工廠的设计小组合并而成的DEFA軍備研究與製造局團隊设计，由軍方的呂埃兵工廠(Atelier de Construction de Rueil，ARL)負責生产。这款坦克被命名为ARL 44，但是具体的指标在一开始并不十分宏大，参考了以前CDM提出的标准——制造一个拥有60mm装甲，安装75mm L/44火炮因而拥有在1000m距离上击穿80mm钢板的能力的战车，并由工程师拉法路来领导研制工作。
但是因为法国的科研能量在德國佔領期間形同與外隔絕且備受壓制，这些设计师们只能依靠自己已知的B1，G1，FCM F1等型号来设计。儘管被賦予ARL 44的型號，這個計畫與稍早些时候设计的ARL 40並無直接的關係。雖然它尽量地使用1940-1944年研制的部件，但不少部件很快被证明完全不能兼容。作为过分依赖旧部件的结果，ARL 44使用了一套十分过时，由小型传动轮組成的悬挂系統，並延用了B1重型坦克的履带，导致极速只有30KM/H。而從外国引進更加现代化的悬挂系统的提議則因为被认为会动摇这种坦克纯法国设计的地位而被拒绝。这种坦克还计划安装一个400马力的引擎。但是工程由于缺乏资源，加上巴黎地区的许多基础设施被毁因而进程十分缓慢。 
在1945年2月，一个兵工團隊和部队之间的会议召开。部隊的代表指出按照原有的标准造出战车是毫无意义的，因为这样的战车甚至比不上可以从同盟國那里免费得到M4雪曼战车。因此，ARL 44应该提高車重上限（尽管在计划阶段重量已经从43公吨提高到了48公吨）以拥有120mm倾斜装甲以及最强力的火炮。不幸的是这种火炮無法輕易取得–外購選項為美製76毫米炮或者QF 17磅炮。採用美製76毫米炮與原先參考指標中的75毫米L/44火炮一樣違背了當初決定研發重型坦克的初衷；英製17磅炮就1945年的標準而言勉強可用，但是需要極力爭取，能否事成和成效是否值得也是存疑；而美製90毫米火炮当时要優先配發美軍使用，就算美國未來可能同意外銷也根本緩不濟急。

### 二戰後
在战争结束时，只有一个木制模型被莫里斯·拉维罗特领导的工程师队伍造出。然而，战争的结束并不意味着这个工程的下马。为了使法国坦克设计业能够延续下去，並保持法国军队的士气，尽管它们再也没有任何实际上的战略上的用途，政府仍然决定生产60辆战车。1946年3月，第一辆原型车投入测试。盧瓦爾公司（法語：Atelier et Chantiers de la Loire）生产了能够安装美制76毫米火炮的ACL炮塔。但很快，这个炮塔就由施耐德制造，参考FCM_F1超重型坦克坦克的设计，能安装由高射炮改装，带有炮口制退器，發射穿甲彈時拥有1000m/s的炮口初速度（高爆彈砲口初速则是1130m/s）的90毫米SA 45坦克炮的炮塔所替代。ARL 44因此也是第一款使用这种火炮的法国坦克。射击实验则是从1947年6月27日开始。这款火炮被证明比用于对照的豹式坦克的火炮更加精准。
主要出于军械的升级原因，炮塔的研制和制造时间被延长。因此直到1949年，炮塔才能够适配1946年生产的库存底盘。40个底盘已由FAMH公司制造完毕，此外还有由雷诺公司制造的另外20个底盘。这些底盘都安装了德国的迈巴赫 HL230 600马力引擎（实际输出是575马）——在1945年夏天由一个由约瑟夫·莫利尼大将领导的代表團带回，重演了在第一次世界大戰结束后Char 2C坦克安装了俘获的迈巴赫引擎的情景。
之後，儘管又製造出了一些變種，但是因為美國為法國提供了數量可觀的M47巴頓坦克，所以，這些型號都沒有被生產出來。

## 描述

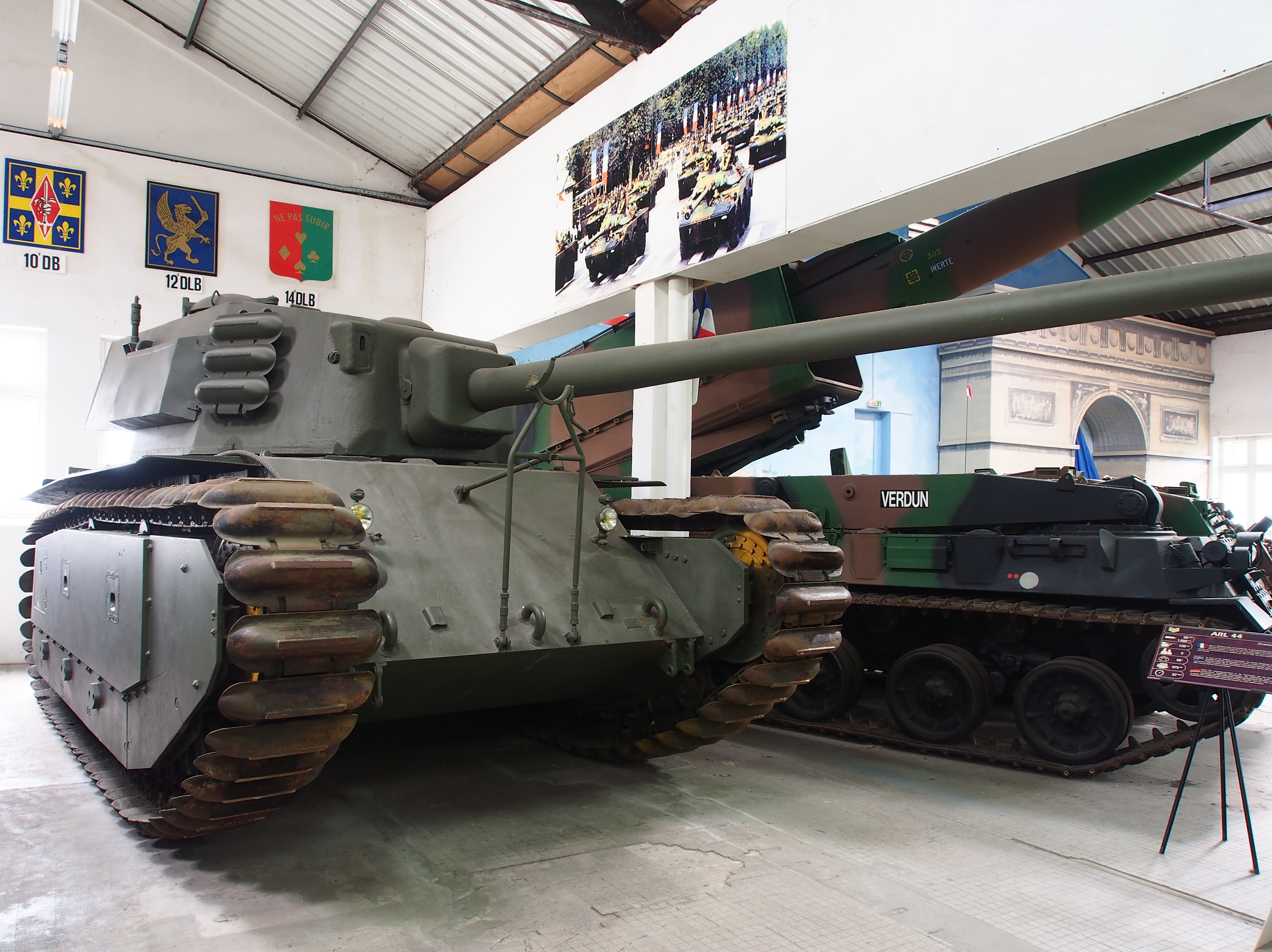
索米尔的ARL 44坦克，3辆现存品之一

ARL 44重型坦克以过去的法国重型坦克设计为模板发展而来的血統可以由外觀很清晰地辨认出來。由於沿襲了受第一次世界大戰影響，以突破寬壕溝防線為理念的設計思路，它的底盘非常的长，超过了9m，但是十分的狭窄。在30年代就已经过时的，由许多小的传动轮组成的有罩悬挂装置，是B1坦克最显而易见的特征。它与B1的悬挂在本质上完全相同。 这个种类常常与战前的不少“超级Char B”工程作比较。他们的速度都相似地受限，以至于ARL 44是战后超过50吨的坦克中速度最低的，但这里面也有缺乏大马力引擎的原因；这个问题本来计划由使用一个更加强劲的汽油动力传动系统来弥补。但是这种传动的主要缺点是它十分容易过热，作为结果，ARL 44安装了一个高性能但是結構复杂的通风管和冷却管，而引擎的顶盖也不得不加长至超過履带後端而来安放它们。車身正面装甲是倾斜的120mm厚钢板。 45°的倾角使得它拥有170mm的正面等效装甲，这也使得它成为直到勒克莱尔主战坦克出现前法国装甲最厚重的战车。另外，在底盘的装甲的右侧安装了一门7.5mm机枪。
駕駛員和副駕駛坐在底盤的前半部份，剩下3名成員則坐在炮塔內。
炮塔是看起来最现代化的部分；它显然是一个急就章的設計，而且因为当时施耐德还没法鑄造能够安放一门90mm火炮的整個炮塔，其大部分是由個別的裝甲板粗糙地焊接而成（钢板拆自1942年在土伦自沉的敦刻尔克号战列舰），而只有炮塔前端安裝砲盾的部分是铸造的。因为炮塔安放在接近中间的位置，即使火炮朝向后方，火炮仍然有很多的突出底盘的部分。为了便于运输，炮管可以收进炮塔中。这个炮塔由一个“索玛5”引擎带动。
总之，ARL 44是一个不太令人满意的临时设计，后人常常把它叫做“过渡坦克”，其主要目的是为建造更重的战车提高经验。而工程师们则主要认识到了设计太重的坦克并不明智。这些在ARL 44这个坦克工程中得到了发展的观点被用在了之后重得多的AMX-50重型坦克上。而在AMX-50計畫失敗16年之后的1966年，法国才成功地將AMX 30–一款主战坦克–投入部隊服役。

## 服役記錄

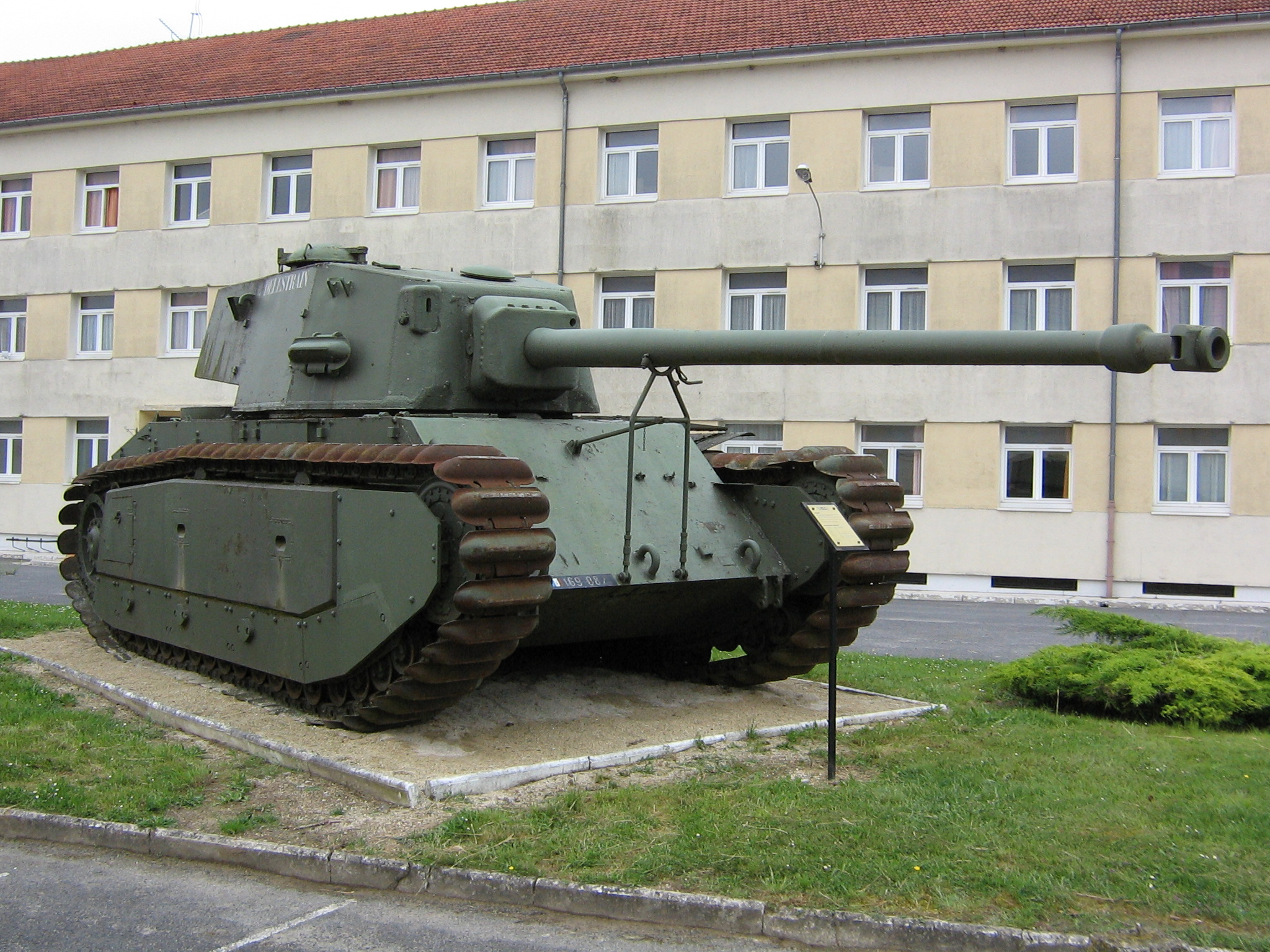
ARL 44坦克

一些ARL 44坦克被大穆尔默隆的“第503团主战坦克营”接收，用于替代之前的70辆豹式坦克。在役中，ARL44一开始是一个不太可靠的战车：齿轮箱，刹车，悬挂都过于脆弱。一个特殊的改良工程使得大部分这些问题都被解决。ARL 44坦克只有一次在公众场合露面——10辆战车参加了1951年6月14日的法国国庆阅兵。在美国的同样安装一门90mm火炮的M47巴頓坦克投入使用后，这些坦克在1953年后被逐步淘汰并被用作标靶。有谣传称它们被出口到了阿根廷，但是那是毫无根据的。

## 評價
儘管擁有很多缺點（比如使用了落後的懸掛系統），但是，這畢竟是法國解放后研發的第一款戰車，十分具有紀念意義，並為了法國兵工研發能量的存續奠定了基礎。

## 现存品
ARL44坦克在今天還有三輛。一辆可以在索米尔的装甲博物馆中看到。另一辆在大穆尔默隆的501号-503号坦克团中，第三辆坦克的残骸在风弗洛技术区基地的第二骑兵团。 它几乎是完整的，但是被卸除了武裝。

## 相关链接
- A43黑王子
- T29重型坦克
- IS-3重型坦克